# لوبمیر رومان
لوبُمیر رومان (انگلیسی: Ľubomír Roman; ۱۲ آوریل ۱۹۴۴ – ۱۳ مارس ۲۰۲۲) بازیگر و سیاستمدار اهل کشور اسلواکی بود. او که یکی از اعضای جنبش دموکرات مسیحی بود، از مارس تا دسامبر ۱۹۹۴ به عنوان وزیر فرهنگ خدمت کرد و از سال ۱۹۹۴ تا ۱۹۹۸ عضو شورای ملی بود. او در ۱۳ مارس ۲۰۲۲ در سن ۷۷ سالگی بر اثر حمله قلبی در براتیسلاوا درگذشت.